# Marlin Stutzman
Marlin Andrew Stutzman (Sturgis, 31 agosto 1976) è un politico statunitense, membro della Camera dei Rappresentanti per lo stato dell'Indiana dal 2025 ed in precedenza dal 2010 al 2017.

## Biografia
Nato in Michigan, dopo gli studi Stutzman lavorò come piccolo imprenditore e successivamente entrò in politica con il Partito Repubblicano.
Nel 2002 venne eletto all'interno della legislatura statale dell'Indiana, dove rimase per i successivi otto anni. Nel 2010 si candidò per il seggio del Senato lasciato da Evan Bayh, ma venne sconfitto nelle primarie repubblicane da Dan Coats. Nello stesso anno il deputato Mark Souder rassegnò le dimissioni dalla Camera dei Rappresentanti in seguito ad uno scandalo sessuale e vennero quindi indette delle elezioni speciali per assegnare il suo seggio ad un nuovo deputato: Stutzman vi prese parte e riuscì a vincerle, venendo eletto.
Negli anni successivi venne riconfermato per altri due mandati nel 2012 e nel 2014, finché annunciò la propria candidatura al Senato per le elezioni del 2016. Anche in questa occasione Stutzman venne sconfitto nelle primarie, superato questa volta dal collega deputato Todd Young.